# Чорногорська православна церква
Чорного́рська правосла́вна це́рква (сербохорв. Crnogoroska pravoslavna crkva, Црногорска православна црква; також Правосла́вна це́рква Чорного́рії) — одна з неканонічних православних церков, що охоплює деякі православні парафії в Чорногорії та в діаспорі. З 2024 року за підтримки державної влади намагається отримати томос від Вселенського патріархату.

## Історія православ'я в Чорногорії
Християнство досягло території нинішньої Чорногорії ще в давнину, коли регіон перебував під впливом Римської імперії, а пізніше Візантії. Протягом століть християнство на цих територіях розвивалося в різних формах, з домінуючим впливом православного християнства.
У середні віки ця територія була частиною різних слов'янських держав, у тому числі князівства Дукля та пізнішого королівства Зета. У XIII столітті була створена Зетська митрополія, яка перебувала під юрисдикцією Сербської православної церкви, що стало важливим кроком у розвитку православ'я на цих теренах.
Після падіння Сербської держави в результаті Косової битви 1389 року чорногорська метрополія опинилася в скрутному становищі, наражаючись на загрози як з боку османів, так і з боку венеціанців. У 1484 році резиденція митрополії була перенесена в Цетіньє.
У XV столітті, після падіння Королівства Зета, територія потрапила під владу Османської імперії. Незважаючи на це, митрополія Чорногорії (колишня Зета) зберегла певну церковну незалежність і очолювалася митрополитами з резиденцією в Цетіньє. Вони були не тільки духовними, але й політичними лідерами чорногорців.
У XIX столітті, із зростанням національних рухів на Балканах, Чорногорія отримала формальну незалежність у 1878 році за рішенням Берлінського конгресу. На той час митрополія Чорногорії діяла як самостійна установа, хоча формально була частиною Сербської православної церкви.
У 1766 році Чорногорська православна церква стала фактично автокефальною, діючи незалежно від Константинопольського та інших патріархатів. Цей статус було підтверджено в конституції Князівства Чорногорія 1905 року, яка визнавала автокефалію Чорногорської православної церкви на державному рівні.
Після Першої світової війни та створення Королівства сербів, хорватів і словенців (згодом Югославії) митрополія Чорногорії була інтегрована до Сербської православної церкви, що означало втрату її автономії. Після Другої світової війни Югославія потрапила під контроль комуністів, що вплинуло на становище церков у регіоні. Сербська православна церква, в тому числі її підрозділи в Чорногорії, діяла під суворим державним контролем.

## Церква після 1993 року
Чорногорська Православна Церква в новій державній реальності була заснована священиком Антонієм Абрамовичем і групою чорногорських національних активістів 31 жовтня 1993 року, а в 1999 році вона отримала статус релігійної громади, відповідно до законодавства Чорногорії. До 1996 року головою Церкви був Антоній Абрамович, а після його смерті новим головою громади був обраний архієпископ Міхал (Міраш Дедеїч). З 2023 року за рішенням Загальних зборів Церкви предстоятелем Чорногорської Православної Церкви є митрополит Борис, який носить титул архієпископа Цетіньє і митрополита Чорногорії .

## Адміністративна криза
Останніми роками Церква переживає серйозну інституційну кризу, яка спричинила низку скандалів та публічних звинувачень серед духовенства[8]. Проблеми в Церкві є наслідком авторитарного правління попереднього митрополита архієпископа Михаїла, який встановив автократичну систему прийняття рішень, що призвело до фактичного усунення Синоду та Ради Митрополії з процесу управління Церквою.
Митрополит Михаїл, який обійняв посаду в 1998 році, не мав бачення та енергії для розвитку Церкви, що поступово призвело до її ізоляції від духовенства та вірних. Михаїл не зважав на критичні думки більшості священнослужителів, що створювало бар’єр між ним і більшістю вірних. В результаті діяльність Церкви була паралізована, а її позиція в суспільстві послаблена.
Криза в Чорногорській Православній Церкві також поглиблена юридичними проблемами, пов’язаними з чинністю статуту Церкви від 2009 року, який ніколи не був офіційно опублікований, що підриває його юридичну силу. Блокування митрополитом роботи Синоду унеможливило будь-які судові дії проти нього, що ще більше ускладнило ситуацію.
У 2023 році духовенство та вірні Церкви вирішили скликати Загальні збори Чорногорської Православної Церкви з метою врегулювання внутрішньоцерковної ситуації. На зборах були присутні близько 10 000 осіб, у тому числі більшість духовенства ЦПК, багато чорногорських інтелектуалів і видатних чорногорців.
Під час зустрічі було прийнято три ключові рішення:
1. Відхід Митрополита Михаїла на пенсію: Собор постановив, що Митрополит Михаїл, у зв’язку з його віком і меншою діяльністю в останні роки, йде на спокій, зберігаючи почесний титул митрополита до кінця свого життя. Це рішення було визнанням його внеску в Церкву, а також відповіддю на його авторитарне правління, яке призвело до кризи в громаді.
2. Обрання нового митрополита: новим митрополитом обрано владику Бориса, єпископа Кстрозької єпархії. Його обрання стало відповіддю на необхідність зміни керівництва та відновлення нормального функціонування Церкви. Вважається, що єпископ Борис має бачення та енергію, необхідні для відновлення КПЦ та зміцнення її позицій у суспільстві.
3. Визнання Антонія Абрамовича святим: Конгрегація офіційно визнала покійного митрополита Антонія Абрамовича святим. Він був першим митрополитом Церкви після її відновлення в 1993 році і відіграв ключову роль у відродженні Церкви.

Прийняті рішення були підтримані більшістю вірян і духовенства Церкви, що підкреслювало легітимність зібрання як представницького органу прийняття рішень. Однак вибори нового митрополита не були схвалені урядом Чорногорії, який через свою проросійську позицію вважає, що митрополит Михаїл, що відстав, досі є главою Церкви.
Насправді навколо митрополита на пенсії є невелика купка віруючих, один священик і один диякон, а решта єпископату не підтримує з ним жодного контакту. Абсолютна більшість вірних і духовенства прийняла обрання нового митрополита, водночас займаючись відбудовою церковного життя у своїй країні, про що свідчить багатотисячна присутність на Загальних зборах.
24 червня 2024 року Вищий адміністративний суд Чорногорії виніс рішення, яким зобов’язав Міністерство юстиції визнати митрополита Бориса предстоятелем Чорногорської православної церкви. Це рішення поклало край триваючій адміністративній кризі, спричиненій відмовою Міністерства зареєструвати митрополита Бориса новим предстоятелем Церкви. Суд визнав необґрунтованою відмову міністерства у задоволенні прохання, враховуючи релігійну автономію церкви та недійсність офіційно не оприлюднених внутрішніх статутів. Нового лідера, за традицією, обрали на загальних зборах 3 вересня 2023 року.

## Організація та структура
11 січня 2007 року Священний Синод Чорногорської Православної Церкви зібрався вперше і своїм першим указом підтвердив автокефальний статус Церкви. Священний Синод очолює митрополит Борис. Територія Чорногорії була поділена на п'ять єпархій: Цетіньє, Дукля, Приморська, Острозька і Беранська. Церква також має вікаріати в Італії, Румунії та США.
Священнослужителі Чорногорської Православної Церкви звершують літургію в кількох храмах навколо Цетіньє, а також у нещодавно побудованому храмі в Которі. У святкові дні богослужіння також відбуваються просто неба. Духовенство, пов’язане з Церквою, також діє в діаспорах в Австралії (Новий Південний Уельс), Аргентині (провінція Чако), Румунії та Польщі.

## Процес автокефалії та дії за томос від Вселенського Патріархату
У 1993 році Чорногорська православна церква оголосила про свою автокефалію, але досі її не визнала жодна з автокефальних православних церков. За оцінкою цих Церков, єдиною законною православною адміністрацією в Чорногорії є митрополія Чорногорії і Примор’я, яка є частиною Сербської Православної Церкви. На даний момент Чорногорська православна церква не підтримує жодних контактів з іншими неканонічними громадами. До 2019 року підтримував зв’язок з Українською Православною Церквою Київського Патріархату, а до 2022 року – з Македонською Православною Церквою.

У 2019 році право на самовизначення чорногорського народу щодо автокефалії висловив тодішній екзарх Вселенського патріархату в Україні архієпископ Даниїл (Зелінський) в інтерв’ю BBC:
Я підтримую тезу про те, що кожен народ, який хоче мати свою Православну Церкву, повинен мати право її створювати і вимагати її визнання іншими Православними Церквами. Це також стосується Македонії та Чорногорії.
Позиція Екзарха була зустрінута різкою критикою з боку Московського Патріархату, який назвав такі кроки спробою створити Церкву на основі групи місцевих розкольників.
Митрополит Борис неодноразово наголошував у ЗМІ про бажання його громади бути визнаною автокефальною Церквою, отримавши томос від Вселенського Патріарха. Поки що через ситуацію навколо митрополита Михаїла на спокої Вселенський Патріарх категорично відмовився вступати в переговори з цього приводу.
З 2024 року, за значної підтримки Президента Чорногорії та після зміни керівництва в Чорногорській Православній Церкві, докладаються інтенсивні зусилля для отримання томосу від Вселенського Патріархату. Томос – це надзвичайно важливий документ, який надає автокефалію, тобто незалежність, православній церкві. Його отримання має велике значення як релігійне, так і політичне.
Цей процес здійснюється в тісній співпраці з державною владою, яка активно підтримує діяльність Церкви, прагнучи успішно завершити зусилля з отримання формального визнання незалежності Чорногорської Православної Церкви.

### Підтримка політичних партій
Політичними партіями в Чорногорії, які офіційно заявляли про підтримку Церкви Чорногорії, є: Ліберальний альянс Чорногорії та Хорватська громадянська ініціатива меншин, офіційно пропонуючи згадати про це в новій Конституції Чорногорії, яка врешті-решт не згадувала про це з її прийняттям наприкінці 2007 року. Ініціатива запросила представників як чорногорської, так і сербської церков на спеціальну муніципальну зустріч у Тиваті, що викликало бойкот серед місцевих сербських політиків.
Під час виборів у Сербії 2008 року церква мала підтримку Альянсу воєводинських угорців, який заявив, що вона має бути визнаною церквою в країні.

## Громадська думка
За даними Центру демократії в Чорногорії за лютий 2007 року, Сербська православна церква була найбільш довіреною установою в Чорногорії за громадською думкою (коефіцієнт 3,29), тоді як Чорногорська православна церква посіла шосте місце (коефіцієнт 2,35). За даними опитування 2020 року, проведеного CEDEM, приблизно 10% відсотків православних християн сходу Чорногорії обрали Чорногорську православну церкву, тоді як приблизно 90% проголосували за Сербську православну церкву.